# Maestro (zene)
A maestro (olaszul: mester, olasz kiejtése: [maˈestro; maˈɛstro] szó általában a karmesterek iránti tisztelet kifejezésére szolgál, olyannyira, hogy a két szót (maestro, karmester) gyakran egymás szinonimájaként használják. A szót a klasszikus zene, illetve az opera kontextusában használják.
A maestro szót a zeneszerzők, előadóművészek, impresszáriók, zenetudósok és zenetanárok iránti tisztelet kifejezéseként is használják, kisebb gyakorisággal.
A szó a magyar nyelvbe is átjött, maesztró írásmóddal.